# Peperomia succulenta
Peperomia succulenta är en pepparväxtart som beskrevs av C. Dc.. Peperomia succulenta ingår i släktet peperomior, och familjen pepparväxter. Inga underarter finns listade i Catalogue of Life.